# Acrotocepheus macrodentatus
Acrotocepheus macrodentatus är en kvalsterart som först beskrevs av Hammer 1981.  Acrotocepheus macrodentatus ingår i släktet Acrotocepheus och familjen Otocepheidae. Inga underarter finns listade i Catalogue of Life.